# Linda Covit
Linda Covit est une artiste visuelle canadienne, née en 1948 à Montréal (QC), elle vit et travaille dans sa ville natale. Elle a développé une pratique en sculpture et en photographie, elle a aussi réalisé plus de quarante œuvres d’art public au Québec, au Canada, aux États-Unis et au Japon. De nombreux séjours à l’étranger alors qu’elle s’intéresse particulièrement aux jardins européens et japonais l’ont amenée par la suite à introduire dans sa production des références à l’esthétique des jardins.

## Biographie
Linda Covit est titulaire d’un baccalauréat en science de l’Université McGill à Montréal avec une spécialisation en psychologie. Depuis 1975, elle présente ses œuvres au Québec et à l’étranger (Montréal, Lachine, Calgary et Toronto (Canada), Tokyo (Japon), Orange (Texas), Faenze (Italie). Linda Covit a reçu de nombreuses bourses du Conseil des arts du Canada, du fonds Japon-Canada, du Conseil des arts et des lettres du Québec, du Cirque du Soleil et de la fondation Pollock-Krasner de New-York. Ses œuvres font partie de nombreuses collections muséales, universitaires et privées au Canada dont le Musée national des beaux-arts du Québec et l’Université Concordia.

## Démarche
D’une grande sobriété formelle, le travail de Linda Covit aborde à la fois les questions de l’environnement, de la nature et de la paix dans le monde.
À partir de 1983, elle effectue de nombreux voyages, tant en Europe qu’en Asie, elle visite et photographie plusieurs jardins publics et privés. Son intérêt pour la notion de jardin et la quiétude qu’ils inspirent s’est affirmé lors de ses voyages à l’étranger et a exercé une influence marquante sur sa pratique artistique. Elle privilégie dans ses œuvres les lignes pures, le minimalisme et l’aspect contemplatif. Sa démarche d’installations sculpturales et environnementales instaure une réflexion sur la place qu’occupe l’humain dans la nature et appelle à la méditation.
Œuvres publiques marquantes

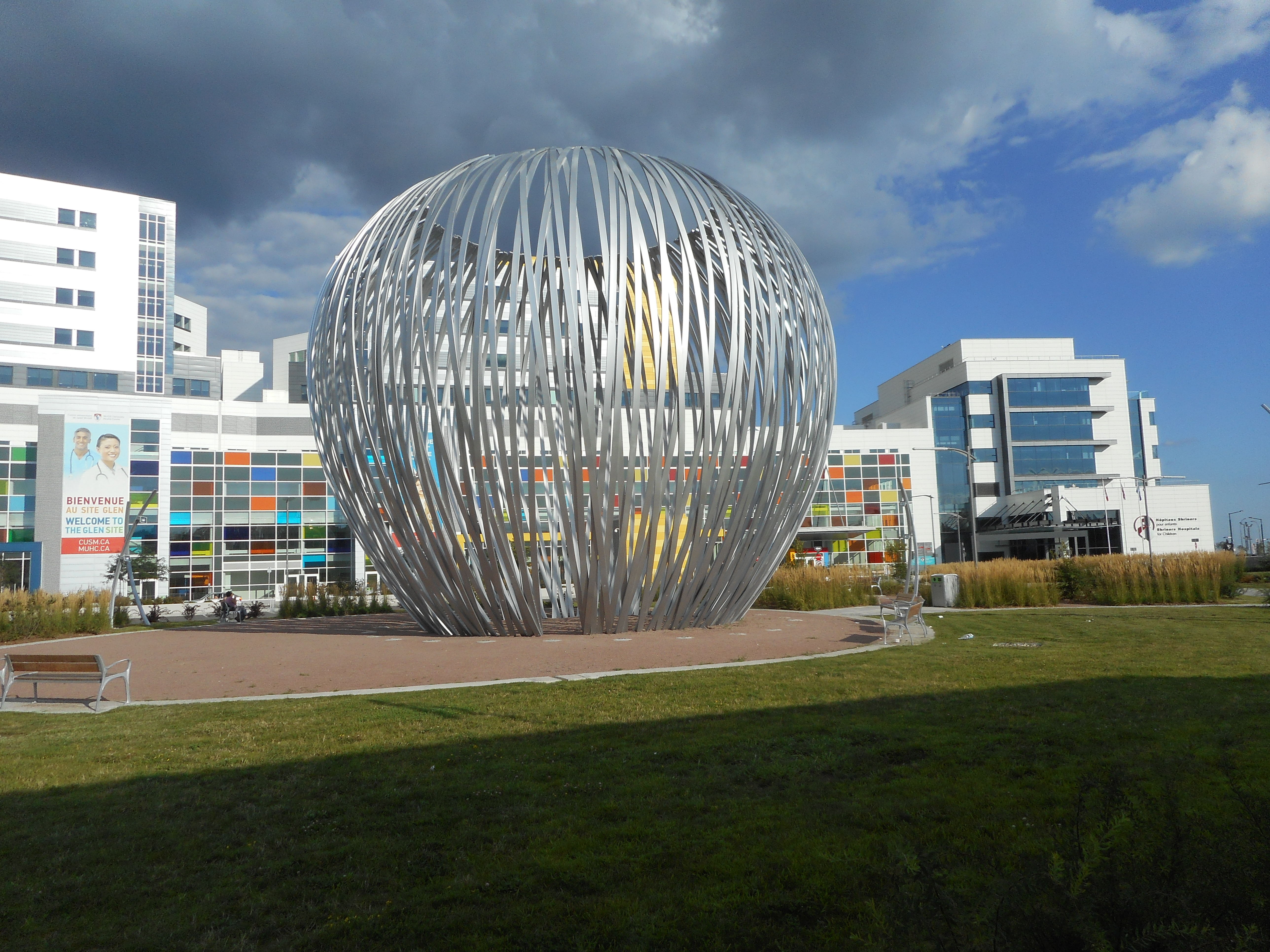
Havre, Site Glen du CUSM, Centre universitaire de santé McGill

Havre, Centre universitaire de santé McGill, 2014, Montréal, QC
Située à l’entrée principale de la Place d’accueil du site Glen du Centre universitaire de santé McGill, le Havre est une œuvre d’art public commandée dans le cadre de la politique d’intégration des arts à l’architecture (1%) du gouvernement du Québec. Mesurant 13 m de hauteur et 16 m de diamètre, elle est constituée de tubes rectangulaire d’aluminium peint et de diodes électroluminescentes (DEL). Le jour, les projections de lumière naturelle crée des ombres changeante au fil des heures et des saisons. Le soir, la sculpture s’illumine et se colore en tonalité passant du bleu au vert, évoquant à la fois le ciel et l’eau. La disposition des tubes métalliques génère trois ouvertures dans la sculpture et invite le visiteur à entrer dans l’œuvre, se laisser baigner par le jeu d’ombre et de lumière et s’accorder un temps de répit, propre à la méditation.
Le Havre, œuvre à grande échelle, est considéré comme étant la pièce maîtresse de la collection du CUSM qui est constituée de plus d’une dizaine d’œuvres réalisées par des artistes québécois travaillant sur des commandes publiques.
Shangri La Stripe Room, Jardins botaniques et centre naturel de Shangri La, 2014, Orange, Texas (USA)
L’œuvre Shangri La Stripe Room a été réalisée en 2014 dans les jardins botaniques et le centre naturel de Orange, dans le sud-est du Texas. Ouvert en 2008, le site de 252 acres qui est certifié LEED platine, a pour principale mission la sensibilisation et l’éducation environnementales. Linda Covit a travaillé en étroite collaboration avec l'architecte paysagiste de Louisiane Jeffrey Carbo pour la conception et réalisation de quatre installations sculpturales adaptées au site des jardins. Les installations sont conçues pour impliquer les visiteurs en leur offrant une expérience unique de l’espace et du lieu et en suscitant un sentiment d’émerveillement. Chaque pièce faisant référence à des plantes présentes sur le site, est inspirée par différentes formes d’un détail végétal. Cercle, ramification et spirale découpées dans une plaque d’acier inoxydable composent les installations sculpturales. L’espace des jardins est complété par des bancs et des paravents pour accueillir et offrir aux visiteurs un moment contemplation.

## Expositions
Expositions individuelles (sélection)
·      2012 : Réflexions, Plein Sud, Centre d’exposition en art actuel à Longueuil, Longueuil, (QC)
·      2004 : Intersections, Expression, Centre d’exposition de Saint-Hyacinthe, Saint-Hyacinthe, (QC)
·      2002 : Tower of Bowls, Oboro, Montréal, (QC)
·      2001 : Ambassade du Canada, Tokyo, (JP)
·      2000 : Hearing the Forest, Centre d’exposition Circa, Montréal, (QC)
·      1999 : Hearing the Forest, The Koffler Gallery, Toronto, (ON)
·      1997 : La cloche aphone, Musée de Lachine, Lachine, (QC)
·      1995 : Tower for Butterflies, Galerie Vox, Montréal, (QC)
·      1993 : Tower for Butterflies, Genereux Grunwald Gallery, Toronto, (ON)
·       1991 : Traces, Oboro, Montréal, (QC)
·       1990 : Linda Covit. Orienter le regard, Musée du Québec, Québec, (QC)
·       1988 : Un ailleurs lointain, Galerie J. Yahuda Meir, Montréal, (QC)
·       1980 : Fluorescence / lumière, Galerie Powerhouse, Montréal, (QC)
·       1980 : Fluorescence / lumière, La Chambre Blanche, Québec, (QC)
Œuvres d’art public
·      2023 : Hydrosphères, Grand Quai, Vieux-Montréal, (QC)
·      2023 : Là où la rivière est bordée de pins blancs, Maison des aînés, Coaticook, (QC)
·      2021 : Autoportraits, École de technologie supérieurs, Montréal, (QC)
·      2018 : Rosée , Hôpital Maisonneuve-Rosemont, Montréal, (QC),
·      2017 : Cadeau de Lord Stanley, Sparks Street Mall, Ottawa, (ON)
·      2014 : Havre, Centre universitaire de santé McGill, Montréal, (QC) 
·       2013 : Light Containers, Gramercy Park, Toronto, (ON), 

·       2012 : Rose Wall, Four Seasons Hotel and Residences, Toronto (ON)

Saint-Bruno-de-Montarville

·       2012 : Place du Vieux Bourg à Beauport, Chants d’eaux, Québec, (QC)
·       2010 : Saule tortueux / pin nordique, Parc Quancheng, Jinan, (Province de Shandong), Chine
·       2009 : Water Garden, The Water Center, Calgary, (AL)
·       2009 : Give peace a chance, Parc du Mont Royal, (QC)
·       2008 : Stripe, Circle, Branching, Spiral Rooms, Shangri La Botanica Gardens and Nature Center, (Texas) 
·       2007 : Jardin – forêt, Hôpital Honoré Mercier, (QC)
·       2005 : Les draveurs, Palais de justice de Mont-Laurier, (QC), Les draveurs
·       2004 : Field of winds, Aéroport international de Waterloo, (ON)
·       2003 : Station de lectures, La Ligne du Nord, Mont-Tremblant, (QC)

## Collections
·       Musée d’art contemporain de Montréal, Montréal, (QC)
·       Musée national des beaux-arts du Québec, Québec, (QC)
·       Musée de Lachine, Lachine, (QC)
·       Université Concordia, Montréal, (QC)
·       Ville de Montréal, (QC)
·       Koffler Gallery, Toronto, (ON)
·       Banque d’art, Conseil des arts du Canada, Ottawa, (ON)
·       Cirque du Soleil, Montréal, (QC)
·       Collection Maurice A. Forget, Montréal, (QC)